# Glenn Shadix
Glenn Shadix, all'anagrafe William Glenn Scott (Bessemer, 15 aprile 1952 – Birmingham, 7 settembre 2010), è stato un attore statunitense.
A causa dei suoi problemi di mobilità, era costretto su una sedia a rotelle.
Morì il 7 settembre 2010 all'età di 58 anni mentre si trovava in cucina, quando subì un trauma alla testa a seguito di una caduta.

## Filmografia parziale

### Cinema
- Il postino suona sempre due volte (The Postman Always Rings Twice), regia di Bob Rafelson (1981)
- Beetlejuice - Spiritello porcello (Beetlejuice), regia di Tim Burton (1988)
- Schegge di follia (Heathers), regia di Michael Lehmann (1989)
- Bingo - Senti chi abbaia (Bingo), regia di Matthew Robbins (1991)
- I sonnambuli (Sleepwalkers), regia di Mick Garris (1992)
- Demolition Man, regia di Marco Brambilla (1993)
- Una lunga pazza estate (It Runs in the Family), regia di Bob Clark (1994)
- Love Affair - Un grande amore (Love Affair), regia di Glenn Gordon Caron (1994)
- Mi sdoppio in 4 (Multiplicity), regia di Harold Ramis (1996)
- A proposito di uomini (Men), regia di Zoe Clarke-Williams (1997)
- L'inventore pazzo (Chairman of the Board), regia di Alex Zamm (1998)
- Planet of the Apes - Il pianeta delle scimmie (Planet of the Apes), regia di Tim Burton (2001)
- 110 e frode (Stealing Harvard), regia di Bruce McCulloch (2002), non accreditato
- Trailer for a Remake of Gore Vidal's Caligula, regia di Francesco Vezzoli (2005)

### Televisione
- Seinfeld - serie TV, episodio 2x05 (1991)
- Cin cin (Cheers) - serie TV, episodio 11x02 (1992)
- Willy, il principe di Bel-Air (The Fresh Prince of Bel-Air) - serie TV, episodio 4x07 (1993)
- 4 tatuaggi per un super guerriero (Tattooed Teenage Alien Fighters from Beverly Hills) - serie TV, 40 episodi (1994-1995)
- Sabrina, vita da strega (Sabrina, the Teenage Witch) - serie TV, 1 episodio (1999)
- E.R. - Medici in prima linea (ER) - serie TV, 1 episodio (2001)

### Doppiatore
- Nightmare Before Christmas, regia di Henry Selick (1993)
- Bartok il magnifico (Bartok the Magnificent), regia di Don Bluth e Gary Goldman (1999)

## Doppiatori italiani
Nelle versioni in italiano delle opere in cui ha recitato, Glenn Shadix è stato doppiato da:
- Franco Zucca in Schegge di follia, Carnivàle (ep. 1x07)
- Massimo Corvo in Beetlejuice - Spiritello porcello
- Giuliano Santi in A proposito di uomini
- Manlio De Angelis in Demolition Man
- Sergio Di Stefano in Una lunga pazza estate
- Angelo Nicotra in Love Affair - Un grande amore
- Tony Fuochi in 4 tatuaggi per un super guerriero
- Nino Prester in Mi sdoppio in 4
- Paolo Lombardi in I sonnambuli
- Massimo Pizzirani in Bingo - Senti chi abbaia
- Gerolamo Alchieri in Carnivàle

Da doppiatore è sostituito da:
- Giorgio Lopez in Nightmare Before Christmas